# Rijpschildmos
Het rijpschildmos (Punctelia jeckeri) is een korstmos uit de familie Parmeliaceae. Het leeft als epifyt op bomen met een niet te zure schors. Ook komt het soms voor op rottend hout en incidenteel op steen. Het leeft samen met een alg uit het geslacht Trebouxia.

## Determinatie
Grote, bladvormige soort met lijnvormige, randstandige soralen met name op de lobranden. Het bovenoppervlak is grijsgroen als het vochtig is, bruingrijs tot bruinachtig als het droog is of jong is. Het onderoppervlak witachtig tot bleek rozebruin met rhizinen (bundels van hyfen aan de onderkant van het thallus). Het thallus heeft wittige soralen die vanuit het centrum van het thallus naar de buitenrand zigzaggen aan de zijrand van de lobben. Het rozet is tussen 3 en 6 cm groot. De lobben zijn vrij langwerpig en 3–7 mm breed. De toppen van de lobben zijn afgerond, soms opstaand, behaard, bruingrijs tot bruinachtig. De lobben bevatten soms weinig ronde, geelwitte pseudocyphellen, die qua grootte gelijk zijn. Isidiën zijn nooit aanwezig en pycnidiën doorgaans afwezig. In Nederland komen apotheciën op deze soort nooit voor.
Het heeft de volgende kenmerkende kleurreacties:
- cortex (schorslaag): K+ geel
- medulla (merglaag): C+ rood, K-, KC+ rood, Pd-, UV-.

Rijpschilmos lijkt op:
- gestippeld schildmos (Punctelia subrudecta), maar deze heeft puntvomige soralen en soralen vooral op het midden van de lobben
- witstippelschildmos (Punctelia borreri), maar deze heeft puntvomige soralen en soralen vooral op het midden van de lobben
- gewoon schildmos (Parmelia sulcata), maar deze heeft lijnvormige structuren midden op de lobben

## Verspreiding
In Nederland komt het vrij algemeen voor. Het is niet bedreigd en staat niet op de rode lijst.